# نادي نيوم
نادي نيوم السعودي لكرة القدم هو نادٍ كرة قدم سعودي محترف، أُسس عام 1965م، مقرهُ في مدينة تبوك شمال غرب السعودية وكان يعرف سابقاً بأسم نادي الصقور، وهو مملوك من قبل شركة نيوم منذ عام 2023م. يلعب حالياً في الدوري السعودي للمحترفين، وللفريق لونين هي: الأزرق، والأبيض. يضم النادي عدة ألعاب مختلفة بالإضافة إلى كرة القدم، وهي: كرة السلة، وألعاب القوى، وكمال الأجسام، وتنس الطاولة، يخوض النادي حاليًا مبارياته على أرضه على ملعب مدينة الملك خالد الرياضية في تبوك ، في انتظار استكمال تشييد ملعب نيوم في مدينة ذا لاين .

## تاريخ النادي
- تأسس نادي نيوم بتبوك عام 1965م، وشعاره هو الأزرق والاحمر والاخضر.
- في 16 ذو القعدة 1444هـ الموافق 5 يونيو 2023 أعلنت وزارة الرياضة عن انتقال ملكية نادي الصقور إلى شركة نيوم ضمن مشروع الاستثمار والتخصيص للأندية الرياضية السعودية.[2]
- في 11 جمادى الآخرة 1445هـ الموافق 24 ديسمبر 2023م كشفت «نيوم» عن الاسم والشعار الجديد للنادي، وعن تغيير اسمه الى «نادي نيوم الرياضي» ، ويُلقب «نادي نيوم الرياضي» كما أعلنت نيوم عن تعيين معاذ العوهلي رئيساً تنفيذياً للنادي.[3]

## إدارات النادي
ترأس النادي طوال هذه الفترة كل من:
- الأستاذ محمد بن عمر عرفة ثم المهندس زياد أبو زنادة من عام (1407هـ - 1410هـ)
- العقيد طيار خالد بن محمد السحلي (1410هـ - 1414هـ)
- الأستاذ إبراهيم بن عبد الرحمن (رمضان 1414هـ - 1418هـ)
- الأستاذ أسعد بن خالد بختاور (1418هـ - 1421هـ)
- العقيد منصور بن سعيد القحطاني من (1421هـ - 1426هـ)
- المهندس مساعد بن فهد القباع ( 1426هـ - 1437هـ)
- الدكتور عبد الله يوسف البوق (1437هـ - 1445هـ)
- الرئيس الحالي معاذ العوهلي ( 1445هـ - حتى الآن)

## تشكيلة الفريق الحالية
ملاحظة: تشير الأعلام إلى المنتخب بحسب قواعد الأهلية المعتمدة من قبل الفيفا؛ تنطبق بعض الاستثناءات المحدودة. وقد يحمل اللاعبون أكثر من جنسية لا تعترف بها الفيفا.
| الرقم | البلد    | المركز | اللاعب            |
| ----- | -------- | ------ | ----------------- |
| 1     | السعودية | حارس   | مصطفى ملائكة      |
| 2     | السعودية | مدافع  | محمد البريك       |
| 3     | السعودية | مدافع  | فهد الحربي        |
| 4     | السعودية | مدافع  | فهد المنيف        |
| 5     | السعودية | مدافع  | محمد العمري       |
| 6     | السعودية | وسط    | عباس الحسن        |
| 7     | السعودية | وسط    | سلمان الفرج       |
| 8     | السعودية | وسط    | أسامة الخلف       |
| 9     | السنغال  | مهاجم  | مباي دياني        |
| 11    | السعودية | مهاجم  | حسن العلي         |
| 13    | السعودية | حارس   | مهند الشهري       |
| 15    | السعودية | مدافع  | عبد الملك العييري |
| 16    | السعودية | وسط    | رياض شراحيلي      |

| الرقم | البلد       | المركز | اللاعب                          |
| ----- | ----------- | ------ | ------------------------------- |
| 17    | البرازيل    | وسط    | كارلوس جونيور (معار من الشباب)  |
| 24    | السعودية    | مهاجم  | مهند آل سعد                     |
| 26    | مصر         | مدافع  | أحمد حجازي                      |
| 27    | السعودية    | مدافع  | إسلام هوساوي                    |
| 30    | غينيا بيساو | وسط    | ألفا سيميدو                     |
| 32    | السعودية    | وسط    | عبد الله الزيد (معار من الهلال) |
| 33    | السعودية    | حارس   | عبد الرحمن دغريري               |
| 38    | السعودية    | مدافع  | محمد دخيل الدوسري               |
| 40    | السعودية    | حارس   | أحمد أبو راسين (معار من الهلال) |
| 49    | السعودية    | وسط    | سلطان السوادي                   |
| 55    | السعودية    | مدافع  | محمد وليد الدوسري               |
| 77    | السعودية    | مهاجم  | نواف عسيري                      |
| 90    | البرازيل    | مهاجم  | رومارينيو                       |